# Motorrad-Auto-Nostalgie-Museum

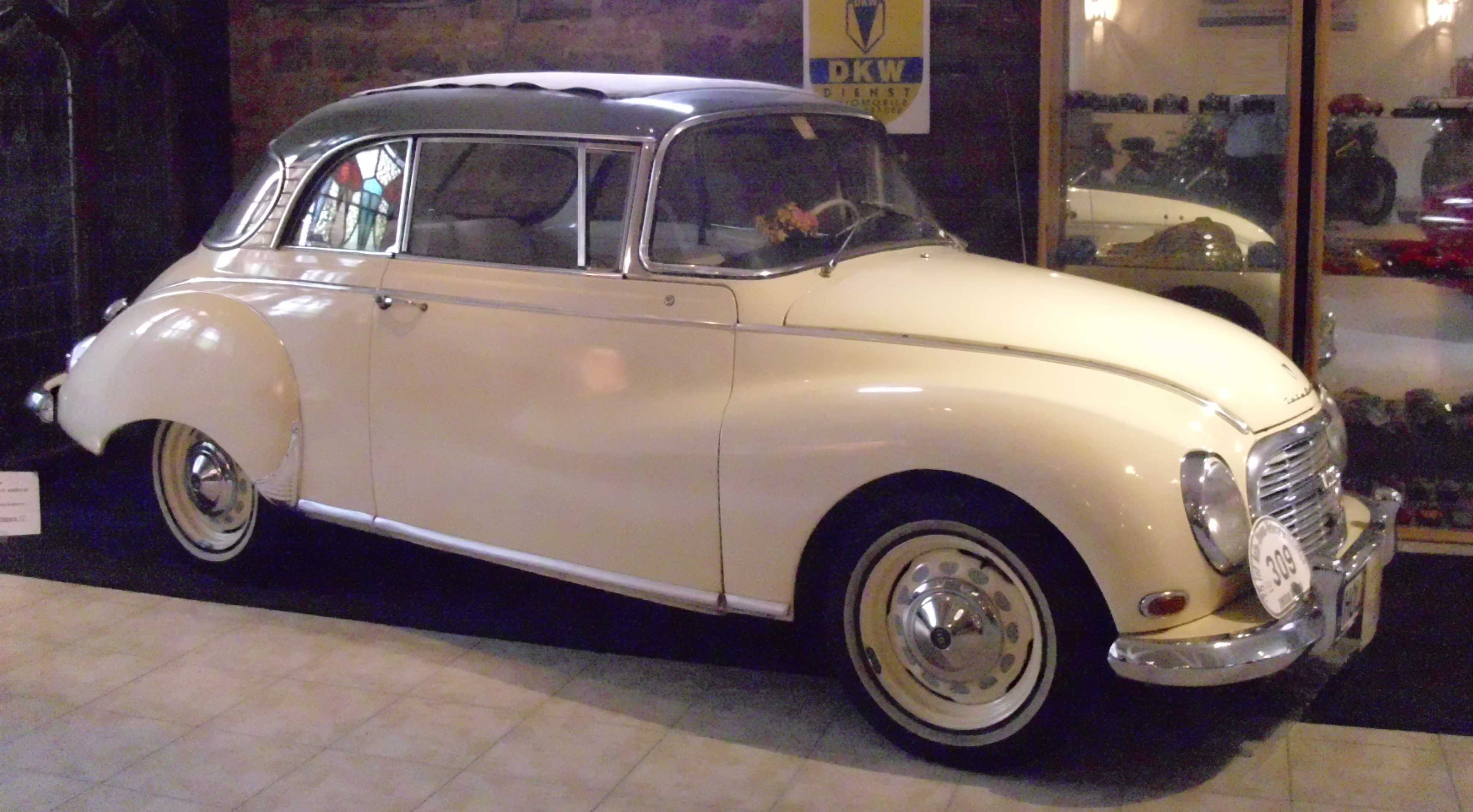
Auto Union 1000 von 1962

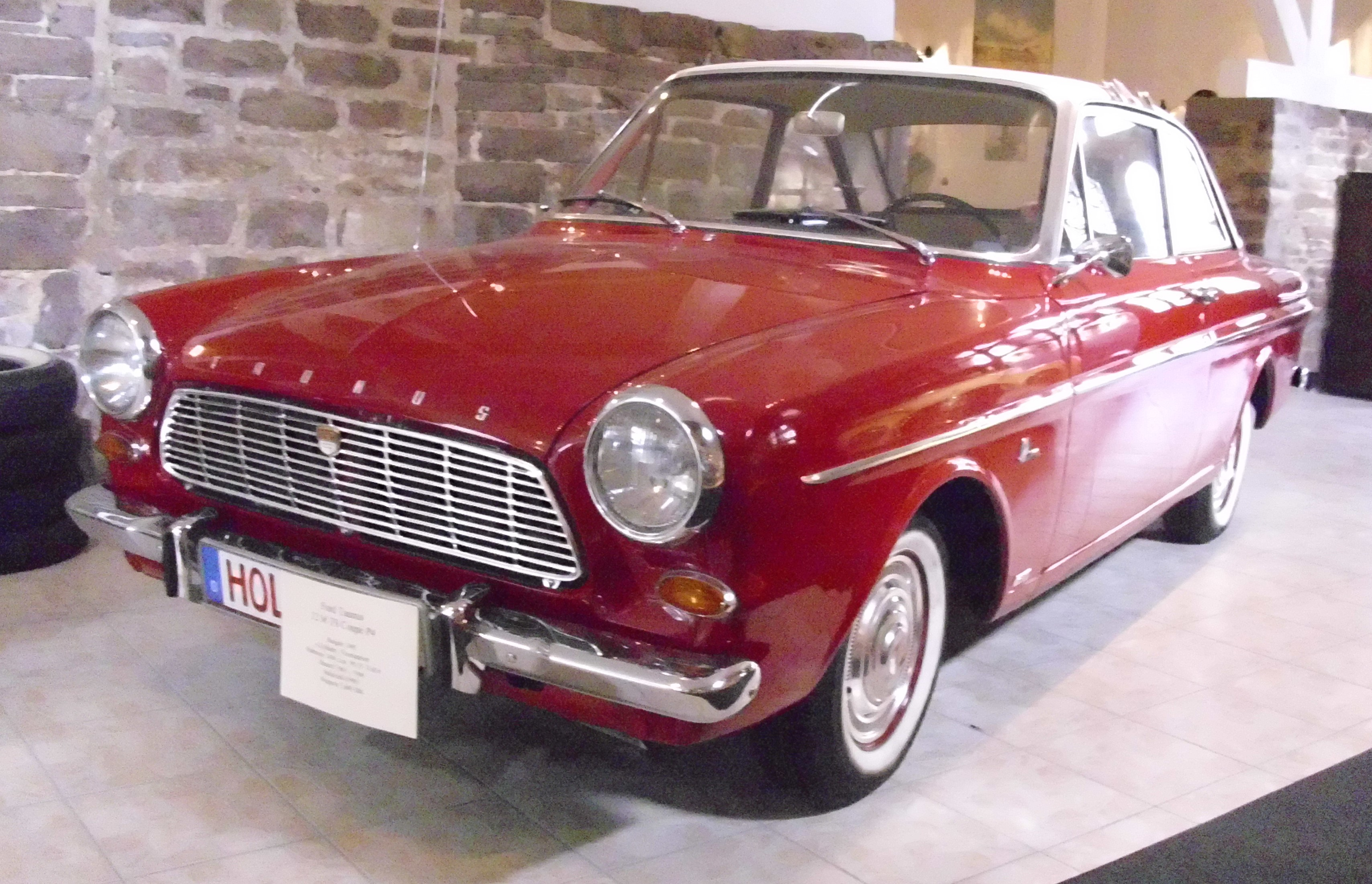
Ford P4

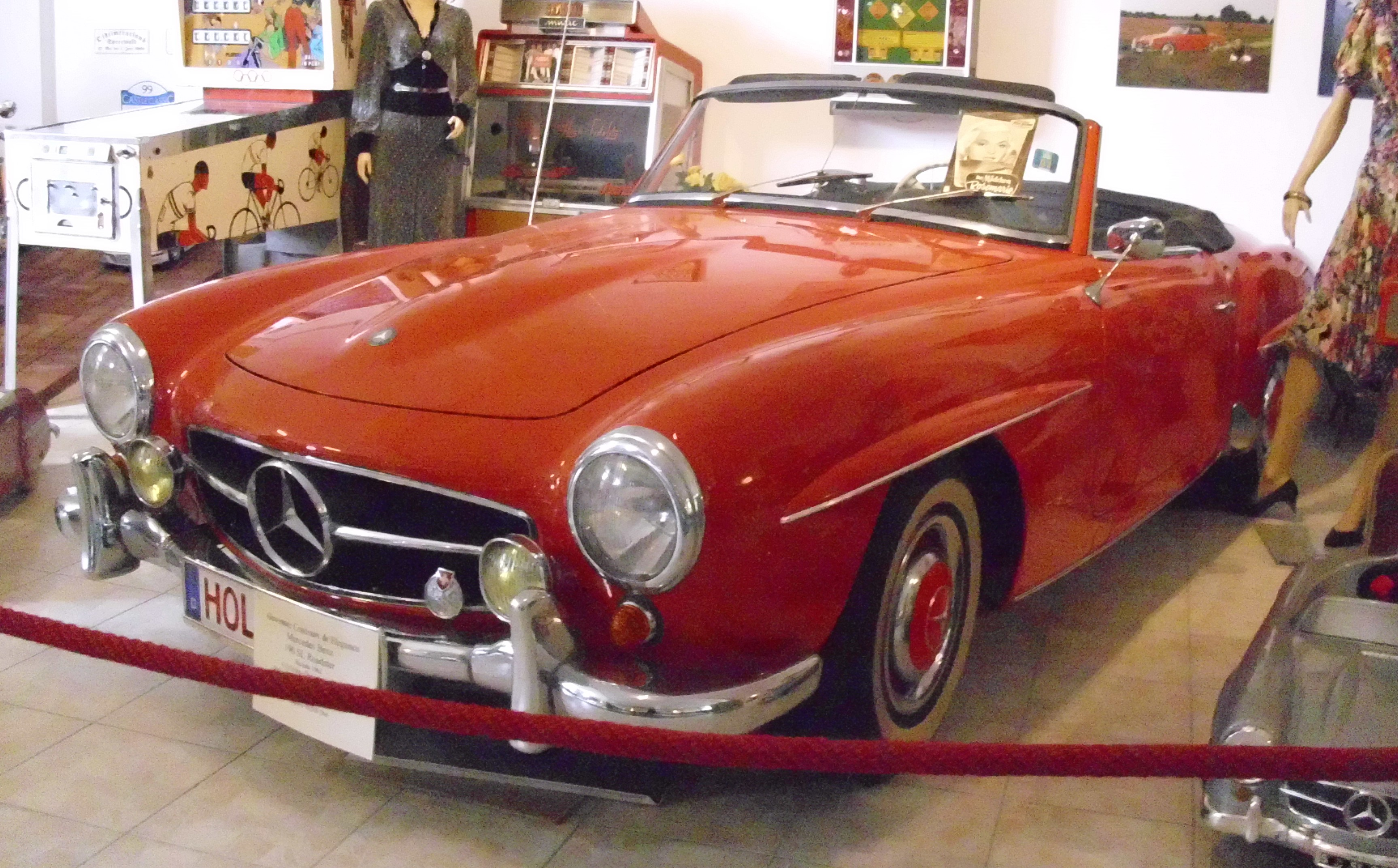
Mercedes-Benz 190 SL

Das Motorrad-Auto-Nostalgie-Museum ist ein Museum in Eschershausen-Wickensen in Niedersachsen. Es wird auch als Motorrad-, Auto- & Nostalgie-Museum bezeichnet., NSU-Motorrad-Museum (auf der Homepage)  und NSU-Motorrad- und Nostalgie-Museum.

## Geschichte
Günter Dischereit kaufte 2001 den Gutshof Wickensen  im Landkreis Holzminden und baute ihn zu einem Museum um. Am 1. Mai 2004 wurde es eröffnet. Die Ausstellungsfläche beträgt etwa 1400 Quadratmeter. Es ist im Sommer an drei Tagen pro Woche geöffnet. 2022 war das Museum wegen der Corona-Pandemie geschlossen. Das Museum und das angegliederte „Nostalgie-Cafe“ sind auch derzeit „bis auf Weiteres“ geschlossen (Stand: 13. März 2024).

## Ausstellungsgegenstände
Der Schwerpunkt der Ausstellung liegt auf Motorrädern. Davon werden etwa 140 Stück gezeigt, darunter viele NSU, BMW und Zündapp. Außerdem gibt es 15 Mopeds, 15 Fahrräder und 5 Autos zu sehen.
Die Parade der NSU-Motorräder gibt einen Überblick über die Entwicklung der Marke von den Anfängen bis zur Einstellung er Motorradproduktion, die 1966 mit der NSU Quick 50 endete. Am Anfang der Reihe steht eine NSU 2 ½ PS von 1913, ein Motorfahrrad mit den damals üblichen Tretkurbeln. Es folgen viele berühmt gewordene Modelle wie die NSU Max, ebenso die Motorroller und Mopeds von NSU.
Einer der Pkw ist ein Auto Union 1000 S De Luxe von 1962, den Dischereit 1998 kaufte und anschließend restaurierte. Der 1000 S war der letzte der DKW-„Rundlinge“, die ab 1958 ohne DKW-Zeichen als „Auto Union“ vermarktet wurden. In der Werbung für den ab August 1959 gebauten 1000 S mit 50-PS-Zweitaktmotor, 135 km/h Höchstgeschwindigkeit und Panorama-Windschutzscheibe hieß es: „In aller Welt werden augenblicklich Automobile entwickelt, deren hervorstechendes Merkmal ihre äußere Form ist: die Stromform setzt sich durch! Ihre Vorteile: weniger Luftwiderstand, Unempfindlichkeit gegen Seitenwind, geringerer Benzinverbrauch. Auto-Union-Fahrer genießen diese Vorteile schon seit langem!“ Dennoch war der Nachfolger dieses „Coupé“ genannten Zweitürers ein Wagen mit Pontonkarosserie, der DKW beziehungsweise Auto Union F 102 von 1963. Überdies gab es seit 1959 den DKW Junior in Trapezform, fernab von der Stromform des 1000 S.
Im Bereich Nostalgie gibt es einen Kolonialwarenladen aus den 1920er Jahren sowie Einblick in das Leben der 1950er und 1960er Jahre.